# Élections législatives d'août 2024 à Saint-Martin
Des élections législatives se déroulent de manière anticipée le 19 août 2024 dans la partie néerlandaise de l'île de Saint-Martin afin de renouveler les 15 membres de son Parlement.
Les élections interviennent sept mois à peine après les précédentes, le gouvernement de coalition formé par le Premier ministre Luc Mercelina ayant perdu sa majorité parlementaire moins de trois semaines après son entrée en fonction début mai.
Le scrutin est une victoire pour la coalition sortante, dont notamment le Mouvement résilient uni de Saint-Martin (USRM) de Luc Mercelina, qui sort renforcé de ce retour contraint aux urnes et forme une nouvelle coalition. 

## Contexte
Les élections législatives de janvier 2024 conduisent à une alternance. Le gouvernement de coalition sortant, qui réunit l'Alliance nationale (NA) et le Parti populaire uni (UP) sous la conduite de la Première ministre Silveria Jacobs (NA) se maintien en effet en tête mais essuie un important recul qui lui fait perdre sa majorité absolue des sièges. Arrivés en première et deuxième place, la NA et l'UP obtiennent respectivement 4 et 3 sièges soit 2 de moins pour la NA et un de moins pour l'UP. Le scrutin aboutit par ailleurs à un morcellement parlementaire, quatre autres partis dont deux nouveaux se répartissant les sièges restants,,.
L'ensemble de l'opposition se réunit pour former une coalition quadripartite — composée du Mouvement résilient uni de Saint-Martin (URSM), du Parti démocrate (DP), du Parti pour le progrès (PFP) et de Nation opportunité richesse (NOW) — qui porte le dirigeant du Mouvement résilient uni, Luc Mercelina, au poste de Premier ministre le 3 mai 2024. Bien que les quatre formations aient obtenues deux sièges chacune, l'USRM se prévaut d'avoir obtenu le plus de voix, permettant ainsi à Luc Mercelina de s'imposer en tant que dirigeant de la coalition, qui totalise huit sièges sur quinze,. Après plusieurs mois de négociations en vue de la formation du gouvernement, il prête serment et prend ses fonctions de Premier ministre le 3 mai, en même temps que le reste du nouveau gouvernement
A la surprise générale, l'un des deux députés de NOW, Kevin Maingrette, décide cependant de quitter son parti pour devenir indépendant et surtout de revenir sur son soutien au gouvernement, dix huit jours à peine après son entrée en fonction. Ce revirement provoque la mise en minorité du gouvernement Mercellina. Confronté à cette situation, le Premier ministre annonce le 21 mai avoir demandé au gouverneur Ajamu Baly de dissoudre l'assemblée afin de convoquer des élections anticipées dans les trois mois. Le gouverneur accède à sa demande le lendemain. Malgré un nouveau coup de théâtre le 27 mai, qui voit Kevin Maingrette annoncer rester indépendant mais soutenir de nouveau le gouvernement Mercellina, en réaction aux tentatives de l'opposition de forcer un changement de gouvernement avant le scrutin, ce dernier est convoqué pour le 19 août 2024,,.
Le 2 juillet, Kevin Maingrette annonce renoncer finalement à se présenter à sa réélection. Dix jours plus tard, il est arrêté tandis que son domicile fait l'objet d'une perquisition dans le cadre d'une enquête sur le versement de pot-de-vin antérieurs à son élection au parlement,,.

## Système politique et électoral
L'île de Saint-Martin est une île des caraïbes dont la partie néerlandaise est organisée sous la forme d'une monarchie parlementaire. L'île forme un État du Royaume des Pays-Bas à part entière depuis la dissolution des Antilles néerlandaises en 2010. Le roi Guillaume-Alexandre en est nominalement le chef de l'État et y est représenté par un gouverneur.
Le parlement est monocaméral. Son unique chambre, appelée États de Saint-Martin, est composée de 15 députés élus pour 4 ans selon un mode de scrutin proportionnel plurinominal dans une unique circonscription. Les États de Saint-Martin nomment le Premier ministre qui forme son gouvernement. Ce même Premier ministre propose au souverain un gouverneur de Saint-Martin, représentant de la couronne nommé pour un mandat de six ans renouvelable une fois.
Peuvent participer au scrutin les partis représentés au parlement ou ayant recueilli les signatures d'au moins 1 % du nombre de votes valides aux élections précédentes, soit ici 144 voix. 

## Résultats
|                        |                                                |        |       |      |        |               |  |  |  |
| Partis                 | Partis                                         | Voix   | %     | +/-  | Sièges | +/-           |  |  |  |
|                        | Alliance nationale (NA)                        | 2 262  | 16,52 | 7,40 | 3      | 1             |  |  |  |
|                        | Mouvement résilient uni de Saint-Martin (URSM) | 2 224  | 16,24 | 2,20 | 3      | 1             |  |  |  |
|                        | Parti démocrate (DP)                           | 2 071  | 15,12 | 1,48 | 3      | 1             |  |  |  |
|                        | Parti populaire uni (UP)                       | 2 043  | 14,92 | 4,56 | 2      | 1             |  |  |  |
|                        | Parti pour le progrès (PFP)                    | 1 946  | 14,21 | 2,32 | 2      | en stagnation |  |  |  |
|                        | Mouvement d'action Soualiga (SAM)              | 1 250  | 9,13  | Nv   | 1      | 1             |  |  |  |
|                        | Nation opportunité richesse (NOW)              | 1 243  | 9,08  | 1,16 | 1      | 1             |  |  |  |
|                        | Mouvement pour le changement Oualichi (OMC)    | 521    | 3,80  | Nv   | 0      | en stagnation |  |  |  |
|                        | Empire culture autonomisation (ECE)            | 136    | 0,99  | 1,03 | 0      | en stagnation |  |  |  |
|                        |                                                |        |       |      |        |               |  |  |  |
| Suffrages exprimés     | Suffrages exprimés                             | 13 696 | 98,63 |      |        |               |  |  |  |
| Votes blancs et nuls   | Votes blancs et nuls                           | 190    | 1,37  |      |        |               |  |  |  |
| Total                  | Total                                          | 13 886 | 100   | –    | 15     | en stagnation |  |  |  |
| Abstention             | Abstention                                     | 8 864  | 38,96 |      |        |               |  |  |  |
| Inscrits/Participation | Inscrits/Participation                         | 22 750 | 61,04 |      |        |               |  |  |  |

## Analyse et conséquences
Comme en janvier, l'Alliance nationale (NA) menée par Silveria Jacobs arrive en tête, mais subit un recul qui lui fait perdre un siège, tout comme le Parti populaire uni qui passe de la deuxième à la quatrième place. 
Grand vainqueur du scrutin, le Mouvement résilient uni (USRM) arrive deuxième et obtient un troisième siège. Son dirigeant, le Premier ministre sortant Luc Mercelina, obtient notamment le plus grand nombre de vote préférentiel avec 1 315 voix sur son nom. Il est suivi de son partenaire de coalition, le Parti démocrate (DP), qui en fait de même, tandis que le Parti pour le progrès (PFP) progresse légèrement sans toutefois obtenir de sièges supplémenatires. Parmi les membres de la coalition sortante, seul Nation opportunité richesse (NOW) essuie un recul et perd un siège, affaibli par le départ polémique de Kevin Maingrette. Le Mouvement d'action Soualiga (SAM) fondé par Franklin Meyers — un vétéran de la politique saint-martinaise — crée par ailleurs la surprise en obtenant un élu aux États pour sa première participation à des élections,.
Les négociations qui s'ensuivent aboutissent rapidement à la signature d'un accord quadripartite le 22 août entre l'USRM, le DP, le PFP et le SAM. Ce dernier fait son entrée au gouvernement au détriment du NOW, qui fait les frais des dissensions ayant abouti à la dissolution de mai en se retrouvant exclu du nouveau gouvernement. Luc Mercelina se maintient ainsi au poste de Premier ministre,,.